# Peter Buchman
Peter David Buchman (Estats Units, 13 de juliol de 1967) és un guionista de cinema estatunidenc. Va treballar durant 14 a Los Angeles per directors com Steven Spielberg i Steven Soderbergh. Ha assolit algun èxit a Espanya en ser nominat al Goya al millor guió adaptat de 2009. És parella de l'actriu Jolene Hjerleid. La parella va reunir una filla amb el nom de Lillian Rose, que va néixer el 2001.

## Filmografia
- Parc Juràssic III (2001)
- Eragon (2006)
- Che: Part One (2008)
- Che: Part Two (2008)
- The Foreigner (2017)
- The Piano Tuner (201?) (screenplay)

## Nominacions
- 2001: Stinkers Bad Movie Awards: Parc Juràssic III[2]
- 2009: Goya al millor guió adaptat: Che: Part One[3]
- 2009: Medalla del Cercle d'Escriptors Cinematogràfics al millor guió adaptat: Che: Part One[4]